# Tozama
O Tozama Daimyō (外様大名, tozama-daimyō, literalmente daimyō de fora) era uma classe de daimyō que eram considerados estrangeiros. Eram formados pelos Clãs que se aliaram ao Shogunato após a Batalha de Sekigahara. O termo entrou em uso no Período Kamakura e continuou até o final do Período Edo da História do Japão .